# سیارک ۱۰۰۰۶
سیارک ۱۰۰۰۶ (به انگلیسی: 10006 Sessai، نامگذاری:1976UR15) ده هزار و ششمین سیارک کشف شده‌است که در ۲۲ اکتبر ۱۹۷۶ کشف شد.
قدر مطلق سیارک برابر ۲۶٫۹ است.